# ワッキー
ワッキー（1972年7月5日 - ）は、日本のお笑いタレント。本名：脇田 寧人（わきた やすひと）。お笑いコンビペナルティのボケ担当。相方はヒデ。一部では"カゴマン"と言われている。北海道釧路市出身（公称）。船橋市立船橋高等学校卒業、専修大学経済学部中退。吉本興業所属。身長178cm 体重68kg。血液型はB型。

## 来歴
父方の祖母の実家が北海道釧路管内の川上郡標茶町磯分内の脇田商店であり、親戚一同足が速いのが近所の自慢であった。
小学校1年生の時は、東京都練馬区に住んでおり、南町小学校に籍があった。そこで大人になってから土田晃之と話していたときに、土田もその時練馬区に住んでおり同じ南町小学校の1年生だったことが明らかになった。しかし、2人とも小1の時に練馬区を転居していて、クラスも違った為、面識は無かった。芸人になってから、そのことについて2人は気づいたという。
父親の仕事の都合で3回の転勤があり、そのうち中学1年生 - 中学2年生の冬まで、北海道釧路市で育つ。そのとき在籍していたのが、釧路市立東中学校（現：幣舞中学校）である。当時はサッカー部で活動していた。
高校は船橋市立船橋高等学校（市船）に進学し強豪のサッカー部に入部。布啓一郎監督の下で厳しい練習に明け暮れ、あまりの厳しさに合宿所から夜逃げする者もいたほどだったが 、この練習を耐えた部員達は試合前に「やってきたことが他とは違う」と仲間で言い合い士気を高めていたという。
専修大学経済学部に入学後もサッカー部に所属し、プロサッカー選手を目指して精進していたが、膝を壊したことでプロへの夢を諦めることになった。この怪我で自身の将来を悲観したワッキーはサッカー部の合宿所を脱走し、大学も中退することとなった。
その後、先輩である中川秀樹（ヒデ）に誘われる形で1994年にお笑いコンビ「ペナルティ」を結成。同期にはロンドンブーツ1号2号などがいる。ヒデの方が1学年上である。
2007年、2歳年下の一般人女性と結婚。入籍直前にテレビ朝日『ロンドンハーツ』のスペシャル番組中（生放送）にて、相方ヒデとロンドンブーツ1号2号により子細を世間に暴露されるというコーナーが放送された 。2008年に第一子が誕生。
2012年11月、40歳でNHK『地球イチバン』の企画で参加した「サハラ砂漠レース（SAHARA RACE）」 7日間約250kmを完走。
2020年6月7日、初期の中咽頭がん（ステージ1）と診断され一時休養することを公表。8日から入院し、放射線治療を受ける。8月5日、退院。日本耳鼻咽喉科頭頸部外科学会の公式youtubeにて主治医と対談し中咽頭癌HPV陽性ステージ1と詳細な病名と治療内容を明かした。
2021年2月14日、公式YouTubeで仕事復帰したが、5月3日放送の『人生が変わる1分間の深イイ話SP』（日本テレビ）にVTR出演し、以後の仕事をセーブする方針であることを明らかにした。同年12月に復帰したものの2022年4月から舞台を控え、2023年6月19日、ルミネtheよしもとの公演への出演で約1年2か月ぶりの劇場出番となった。

## 人物

### 芸風
ペナルティのコントネタでは濃いキャラクターを演じる。体毛の濃さをネタにしたり 、オリジナルの歌を歌ったりすることも多い。
テレビなどでは一発ギャグを主に披露するがスベることも多い。渾名の命名者として知られる有吉弘行につけられた渾名は「クソすべり芸人 」。ギャグのレパートリーとしては「男性ホルモン受信中」、「お化けの救急車」（他の芸人も乗っかる）、「芝刈り機」、「一、二行進」、「半分マン」 などがある。ネタ中に野口五郎のモノマネをやることがある 。野口のモノマネをする時はほぼ毎回「私鉄沿線」を歌う。コロッケのように、鼻くそをほじりながらモノマネをすることもある。
「芝刈り機」のギャグに関しては元サッカースペイン代表のラウル・ゴンサレスが、2009年4月にスペインのテレビ番組で「人生で一番可笑しかったことは？」との問いに「ジャパンツアーに行ったときに日本のテレビに出演して、そこで日本人のコメディアンがやった芝刈り機のものまね」と答えている。これはフジテレビ『めちゃ×2イケてるッ!』の「やべっち寿司」にてワッキーが披露したものである。また、この時にラウルと一緒に番組に出演していたフェルナンド・モリエンテスも、「芝刈り機」のギャグを「すごく面白かった」と語っている。
なおワッキーは自分の芸風について
| 「 | 誰かを傷つけるようなブラックなことはやりたくない。とことんバカっていうネタが持ち味だと思ってる。わかる人だけにわかればいいや、っていうのも好きじゃないが、難しいことはできないっていうのもあるんですけど（笑）。 | 」 |

と述べている。

### サッカー
市立船橋高校サッカー部のチームメイトには2学年先輩に野口幸司、小川誠一、1学年先輩に中川秀樹（ヒデ）、庄司孝、同級生に永田崇、1学年後輩に高田昌明、和田潤、2学年後輩に鬼木達、水野淳がいる。
高校生活最後の試合は第69回全国高等学校サッカー選手権大会2回戦の清水商業高校戦。この試合で本来はフォワード登録だったが監督から「お前はボールを見なくていいから名波だけ見ていろ」と相手の司令塔・名波浩へのマンツーマンディフェンスを指示された。試合は市船が1点をリードする展開ながら終了間際に名波に同点ゴールのアシストを許し、試合もPK戦で敗れ、ワッキー本人も「試合としては全然、面白くなかった」と述べているが、翌日の新聞には「脇田が名波を抑えたから良い試合になった」と試合でのプレーを賞賛された。
専修大学サッカー部では元川崎フロンターレの源平貴久と同期。2006年にペナルティとしてサッカーの本を出版した際には、同部の監督となっていた源平が技術監修を担当した。
2010年1月の名波の引退試合に「STELLE JUBILO（ステッレ・ジュビロ）」の一員として参加。同年6月の林健太郎の引退試合にも「林健太郎とゆかいな仲間たち」の一員として参加している。また6月には吉本の芸人たちで結成した、よしもとサッカー部の代表メンバーとして『キャプテン翼』の作者高橋陽一率いる芸能人女子フットサルチーム南葛シューターズと対戦した。

### 癌での闘病生活
2020年6月8日、自身のTwitterで中咽頭癌のステージ1を患い、治療のために2ヶ月間入院生活を送ることを発表した。
異変を察知したのは同年4月の上旬。背伸びをしながら首を触ったところ、左側にしこりを感じたため最初は耳鼻咽喉科に来診したが、そこでは症状が把握できず大学病院を紹介され検査を行った結果がんが判明した。喫煙を一切行わなければ酒も少量で適度に身体を動かすなど健康体だと思い込んでいた矢先の宣告で、健康診断は40歳の時に半日ドックに行ったきり受診していなかった。またステージ1でも発覚時には喉から首に2箇所転移し、診断時も大学病院の次にセカンド・オピニオンでがん専門病院に行ったが、そこですら原発を発見できずにいた。
がん宣告後は家族にも相方にも病状を伏せ、1人で病院に通う日々を続けていたが1ヶ月後に妻に初めて打ち明けた。
2ヶ月間の入院はがん専門病棟で放射線と抗がん剤を併用した化学放射線療法を行っていたが、開始から10日間で食べ物の味を感じなくなったり抗がん剤の副作用で喉の痛みや吐き気を感じたりしていた。その影響で食事を真面に摂れなかったため、胃瘻によって栄養剤を補給していた。面会は新型コロナウイルスの感染防止観点から禁止されていたため、家族とはテレビ電話でやり取りをしていた。2ヶ月の治療を終えた頃には味が分からない、唾液が出ない、喉の激しい痛みなど放射線治療による後遺症に襲われ食事に関しても退院から1カ月弱は、入院時と変わらず胃瘻による栄養摂取を続けていた。
2021年2月14日にYouTube『ペナルティちゃんねる』で公開された動画で復帰。相方とのヒデとは入院の数日前に会ったのを最後に半年以上も顔を合わせていなかった状況下でサプライズで対面を果たした。

### その他
100m走を11秒台で走り切れる。
大学中退後にタイ料理店でアルバイト勤務をしていたことからタイ好きである。タイ王国に数か月在住した経験により、日常に困らない程度のタイ語を話すことができ、初体験もタイ人である。
けん玉やジャグリングも得意であり、ネタ中に披露することもある。

## スポーツマンNo.1決定戦
TBS『スポーツマンNo.1決定戦』では以下の成績を収めている。
第13回芸能人サバイバルバトル（2004年4月5日放送）
当大会のみ本名の「脇田寧人」で出場。
BEACH FLAGSで準決勝進出、MONSTER BOX 19段、SPIN OFFでは1回戦で斎藤工に勝利し2回戦進出。2回戦で石丸謙二郎に球の回転を利用した巧妙なテクニックの前に玉砕した。QUICK MUSCLE 119回、TAIL IMPOSSIBLE 4位と各種目で活躍を見せ、最終的に飯沼誠司と並んで総合4位タイ入賞。
第14回芸能人サバイバルバトル（2005年4月5日放送）
SPIN OFFでは1回戦で野村将希に勝利するも2回戦で酒井宏之に敗れた。MONSTER BOXは自己記録タイの19段。QUICK MUSCLEでは自己記録119回を開始1分で超え、遂には池谷直樹が保持していた芸能人記録(188回)を僅かに2回上回る190回で、一時的に芸能人新記録を樹立。その直後に池谷がきんに君との死闘の末、202回の芸能人新記録を叩き出しワッキーは池谷、きんに君に次いで種目別3位。TAIL IMPOSSIBLEでは最終レースで酒井を相手にSPIN OFFのリベンジを果たした。SHOT-GUN-TOUCHでは1回目の試技で12m00cmを成功。2回目で12m10cmを申告し失敗するも、3回目で同じ距離を成功させ暫定トップに立つ。殿できんに君が自らの自己新記録をマークし、110P差で総合2位入賞を果たす。
第12回プロスポーツマン大会（2006年1月1日放送）
本大会は仕事の都合で一部の種目のみ出場したため、総合ランキングには反映されていない。QUICK MUSCLEでは201回の自己新記録をマークし、亀田興毅(250回)、池谷(222回)に次ぐ種目別3位。
第16回芸能人サバイバルバトル（2006年3月29日放送）
REVOLITIONの1回戦からきんに君相手に勝利し決勝進出。決勝ではゴンとの一騎打ちにも勝利し、初の第1種目でNo.1を獲得。直後のSPIN OFFでは1回戦で中澤裕二に勝利するも、2回戦で知幸との対戦で、頭上に持ち上がった球体に左肘が当たり負傷。MONSTER BOX開始時点ではテーピングで対応し様子を見ていたが、15段のセッティング中に完全に挑戦をキャンセルし、残りの種目全てを棄権した。インタビューでは「頑張ってやってきたのに、凄い悔しいですね。僕もスゴい大好きなんで⋯。またやってください」と言葉を残した。
第17回芸能人サバイバルバトル（2006年10月4日放送）
SPIN OFFでは決勝できんに君に勝利し当種目初のNo.1。MONSTER BOX 17段、QUICK MUSCLEは208回で自己記録を更新し3位。TAIL IMPOSSIBLEでも最終レースで激走しきんに君相手にNo.1を獲得。2種目制覇で単独トップに浮上していたが、TAIL IMPOSSIBLEでの激走により持病のアキレス腱痛が再発し無念のドクターストップ。SHOT-GUN-TOUCH棄権により総合No.1の覇権争いから脱落。「きんに君がアメリカに行くんで、その前に勝ちたかったですね。」と涙を流した。
芸能人新王座チャレンジバトル（2007年3月30日放送）
総合No.1有力候補と目されながら新種目のCONQUISTADORでは1回戦で白井涼を相手にライトをあと1個点せば勝利の所、突如落下し敗退。PECT CROSSでは同組の庄司智春と並んで記録55kg。MONSTER BOXではダンテ、源と並んで記録18段で種目別No.1を獲得するも同種目終了時点で暫定総合7位と苦しい展開に。MUSCLE GYMでは腕立て伏せでカウントミスが連発し記録188回に終わり、同組の佐藤弘道(記録215回)に惨敗。競技後のインタビューでは「もう、ダメですね今日は⋯」と諦めかけ、最終組に暫定総合4位タイの諸星和己が白井の179回を超えればファイナル進出が潰えるところ、175回に終わったため暫定総合5位タイで辛うじてファイナル進出を果たす。FINALに進出した6人中唯一の経験者となったSHOT-GUN-TOUCHでは1回目と2回目の試技で11m90cmを成功させ単独トップに浮上。最終試技で12m00cmを成功させれば初の総合No.1。失敗すれば高橋光臣がNo.1の状況下で成功させ、5回目の出場にして初の総合No.1に輝いた。エンディングのインタビューでは「やっとNo.1になれました」とコメントを残した。
第18回芸能人サバイバルバトル（2007年10月5日放送）
レッドジャージを着用して出場。BEACH FLAGSでは決勝で知幸を相手に大差をつけ勝利。SPIN OFFでは1回戦で野村、2回戦で石丸に勝利するも、準決勝でチェ・ヒョノに敗れた。MONSTER BOXは11段を成功後パスを続け、15段に挑むも踏み切りに失敗し正面に激突。記録11段で13人中最下位に終わる。MUSCLE GYMでは背筋まで驚異的な回数を刻んでいたが、腕立てでカウントミスが目立ち、222回の自己記録更新もハイレベルな大会により5位。4種目終了時点で暫定総合2位も1位の知幸とは120P差があった。SHOT-GUN-TOUCHでは1回目・2回目共に12m00cmを申告しどちらも成功させ、知幸とのP差を縮め、3回目の試技で自己新記録12m20cmを申告し成功させインタビューでは涙を流した。残された知幸は11m80cmを成功すれば知幸のNo.1。失敗すればワッキーがNo.1の状況下で、距離は届いていたもののボールを見ていなかったことが災いし、ボールが身体の横に落ち触れていない判定。これによりワッキーが逆転でNo.1に輝いた。
第14回プロスポーツマン大会（2008年1月1日放送）
プロスポーツマン大会初参戦。TAIL IMPOSSIBLEの最終レースで玉田圭司と桜井良太に勝利しプロ大会でNo.1を獲得。BEACH FLAGS、THE CELLで2回戦進出を果たす。POWER FORCEは1回戦で池谷に秒殺で敗北。MONSTER BOXでは自己記録を4段下回る15段に終わるも、SHOT-GUN-TOUCHでは12m50cmの自己新記録をマークし総合6位入賞。
第15回プロスポーツマン大会（2009年1月3日放送）
BEACH FLAGSでは3回戦で興梠慎三、準々決勝で池谷と旗を掴み損ね、探し合いの末に運を味方にして勝利。準決勝では里見恒平の前に後塵を拝す。THE GALLON THROW 4m50cm。MONSTER BOXでは18段で1回目を失敗するも2回目で修正。19段に挑むも2回共失敗し3年9カ月の19段成功とはならなかった。POWER FORCEは2回戦(初戦)で北川智規に敗退。ディフェンディングチャンピオンとして挑んだTAIL IMPOSSIBLEでは最終レースで青木剛と興梠の現役サッカー日本代表を相手に激走を続け、2周目までは青木に先頭を譲るも3周目から逆転。最終的には青木に10mの差をつけ2年連続のNo.1に輝いた。SHOT-GUN-TOUCHは12m50cmで1回失敗し2回目で成功。12m70cmでボタンプッシュミスに終わり、記録12m50cmで試技終了。総合順位は2連覇を果たした宮崎大輔とブライアン・クレイに次ぐ総合3位入賞。
芸能人サバイバルバトル
| 大会       | 放送日        | 総合順位 |
| ---------- | ------------- | -------- |
| 第13回大会 | 2004年4月5日  | 4位      |
| 第14回大会 | 2005年4月5日  | 2位      |
| 第16回大会 | 2006年3月29日 | 途中棄権 |
| 第17回大会 | 2006年10月4日 | 4位      |
| 新王座CB   | 2007年3月30日 | No.1     |
| 第18回大会 | 2007年10月5日 | No.1     |

プロスポーツマン大会
| 大会       | 放送日       | 総合順位 |
| ---------- | ------------ | -------- |
| 第12回大会 | 2006年1月1日 |          |
| 第14回大会 | 2008年1月1日 | 6位      |
| 第15回大会 | 2009年1月3日 | 3位      |

## SASUKE
大会別成績
| 大会   | ゼッケン | 記録  | 記録                   | 記録                   | 備考         |
| 大会   | ゼッケン | STAGE | 脱落エリア             | 備考                   | 備考         |
| ------ | -------- | ----- | ---------------------- | ---------------------- | ------------ |
| 第20回 | 1997     | 1st   | ハーフパイプアタック   | 着地失敗               |              |
| 第21回 | 94       | 1st   | ジャンピングスパイダー | 張り付き失敗           |              |
| 第22回 | 89       | 1st   | ジャンピングスパイダー | 張り付き直後、落下     |              |
| 第23回 | 89       | 1st   | スライダージャンプ     | 掴み失敗               |              |
| 第24回 | 18       | 1st   | ハーフパイプアタック   | ロープから手が離れ落下 |              |
| 第27回 | 92       | 2nd   | ダブルサーモンラダー   | 1基目 2→3段目          |              |
| 第28回 | 84       | 1st   | ロープラダー           | タイムアップ           |              |
| 第29回 | 86       | 2nd   | スワップサーモンラダー | 3→4突起目              |              |
| 第30回 | 2982     | 2nd   | スワップサーモンラダー | 4突起目                |              |
| 第37回 | 71       | 1st   | ローリングヒル         | 上りで着水             | ダイジェスト |

通算成績
| 出場数 | 2nd進出 | 3rd進出 | FINAL進出 |
| ------ | ------- | ------- | --------- |
| 10回   | 3回     | 0回     | 0回       |

- 2021年 第39回大会終了時点

## 出演

### テレビ番組
- 地名しりとり（CBCテレビ、2004年10月 - 2007年8月）
- 最強の男は誰だ!壮絶筋肉バトル!!スポーツマンNo.1決定戦（TBS）
- いただきマッスル!（中京テレビ、2006年4月15日 - 2007年9月30日）[24]
- SASUKE（TBS）
- 関口宏の東京フレンドパークII（TBS）
- おはスタ 第1部（テレビ東京、2012年4月 - 2014年4月）
- MONDO式 麻雀（MONDO TV、2012年9月15日 - ）
- アジアとつながる ガッチャンコ・ジャーニー（北海道放送、2014年10月13日 - 不明）
- 平畠蹴球団（テレビ静岡、2015年10月 - 12月）
- Foot!THURSDAY（J SPORTS 2016年 - ） - Jリーグコメンテイター（2016年-2017年は水曜担当で、Jリーグ・ブンデスリーガ担当コメンテイター）
- さんまのお笑い向上委員会（フジテレビ）- 不定期出演

### ドラマ・特撮
- あんみつ姫の大冒険!（フジテレビ、2008年1月6日） - 銭形うい郎 役
- ざっくり戦士ピラメキッド（テレビ東京、ピラメキーノG内） - 黒木 / 白黒怪人イナトレー（声）役
- お兄ちゃん、ガチャ 第1話（2015年1月11日、日本テレビ） - ワッキー 役
- 家政夫のミタゾノ 第5シリーズ 第2話（2022年4月29日、テレビ朝日） - 警備員 役

### CM
- ケンタッキーフライドチキン「ファミリーパック〜ドライブ中にふと編〜」（2005年3月）
- 東京ビューティーセンター「エステティックTBC～ローラ内閣発足～」（2015年3月）- ローラと共演

### 舞台
- MOTHER マザー〜特攻の母 島濱トメ物語〜（2016年4月、新国立劇場） - 特攻隊長 役[25]
- めんたいぴりり 未来永劫編（2019年9月22日 - 29日、明治座） [26]

### イベント
- #クラシコ祭（2017年12月23日、東京・ニコファーレ） - MC[27]

### 映画
- 長髪大怪獣ゲハラ（2009年）

### YouTube
- トライアウトに参加したJリーガーの密着ドキュメント「トライアウト〜プロサッカー選手であるために〜」（2021年）- ナレーション

## タイトル

### クラブ
船橋市立船橋高等学校
- 全国高等学校総合体育大会：1回（1988年）